# عصر الرياسي
عصر الرياسي (باللاتينية: Rhyacian)، (بالإغريقية: rhýax = ῥύαξ = «تدفق الحمم»)، وهو ثاني عصور حقبة الطلائع القديمة، امتد من 2300 إلى 2050 مليون سنة مضت، لمدة 250 مليون سنة تقريبا. تم تعريف هذا العصر زمنياً ولا يُشار إليه بمستوى معين لطبقة صخرية على الأرض.

## أحداث
تشكلت خلال هذا العصر مركبات صخور بوشفيلد النارية [الإنجليزية] وغيرها من عمليات التداخل المماثلة. وفي بداية هذا العصر بدأ تجلد الهيوروني (ماكجانيان) العالمي واستمر مدة 100 مليون سنة.
بدأت أولى حقيقيات النوى المعروفة في التطور خلال هذا العصر. ظهرت أحافير مجموعة فرنسافليان متعددة الخلايا قبل 2.1 مليار سنة في عصر الرياسي.
أطلق على الفترة الزمنية من 2,250 إلى 2,060 مليون سنة مضت تسمية أخرى تقوم على الأساس الطبقي بدلا من الزمني وهي جاتولي (Jatulian) أو يوكاري (Eukaryian) وكان قد اقترحه «غاردستين» في عام 2012 على أساس التعريف الطبقي بدلاً من الزمني، في مراجعة الجدول الزمن الجيولوجي. لكن، اعتبارًا من فبراير 2017، لم يعتمد رسميا بعد من قبل الاتحاد الدولي للعلوم الجيولوجية. ومع ذلك، فإن مصطلح جاتولي يستخدم في الطبقات الإقليمية لصخور حقبة الطلائع القديمة في فينوسكنديا.